# Золота книга авіації
Золота книга авіації (нім. Goldenes Buch der Flieger) — нагорода і пропагандистський інструмент Третього Рейху, в яку заносили імена видатних службовців люфтваффе.

## Історія
Золота книга була заснована Германом Герінгом в 1938 році для вшанування службовців люфтваффе, які під час служби здійснили «сміливі, безстрашні вчинки». Враховувались тільки підтверджені вчинки, здійснені після дати заснування люфтваффе — 1 березня 1935 року. 
Золота книга авіації була виставлена в Залі Пошани Імперського міністерства авіації в Берліні для загального доступу.
Всього до кінця Другої світової війни в книгу занесли імена 35 авіаторів, серед них:
- Ернст Леман — піонер повітроплавання на дирижаблях (занесений посмертно).
- Макс Прюсс — капітан дирижабля «Гінденбург».